# Kelly Hu
Kelly Ann Hu, (tên Trung Quốc là Hồ Khải Lệ: Trung giản thể: 胡凯丽; Trung phồn thể: 胡凱麗; Bính âm: Hú Kǎilì, sinh 13 tháng 2 năm 1968) là một diễn viên người Mỹ và là một người mẫu thời trang (trước đây). Cô cũng đã từng là Hoa hậu thiếu niên Mĩ năm 1985 và Hoa hậu Hawaii Mĩ năm 1993.

## Cuộc sống trước đây

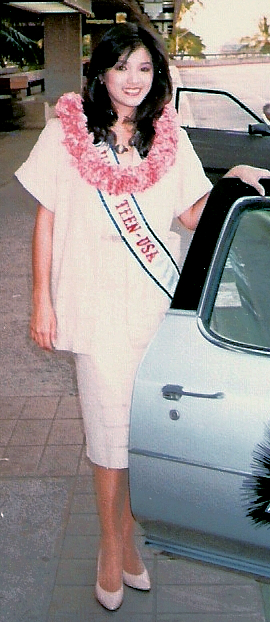
Hoa hậu thiếu niên Mĩ Hawaii 1985

Kelly Hu sinh tại Hawaii, trong một gia đình bản địa bốn thế hệ có tổ tiên là người Hoa lai người Mỹ-Anh tại Honolulu, Hawaii. Cô là con gái của Juanita, một kĩ sư phác thảo khác bản vẽ kĩ thuật, và Herbert Hu, một thương nhân và là nhà sưu tầm những loài chim lạ, hai người đã li dị khi cô còn nhỏ. Anh trai Kelly, Glenn là một người điều hành nhân sự cho lực lượng Lục quân Hoa Kỳ. Cô học tại trường tiểu học Maʻemaʻe và trường trung học Kamehameha tại Honolulu.
Kelly có một khoảng thời gian lâu dài hứng thú với ca hát và nhảy múa và cũng rất quan tâm đến võ thuật từ thời thơ ấu. Người họ hàng của Kelly là một người mẫu thành công tại Nhật Bản, và cô cũng đã dự định theo con đường ấy. Kelly đã thắng cuộc thi hoa hậu Thiếu niên Mĩ bang Hawaii và cạnh tranh trong cuộc thi Hoa hậu Thiếu niên toàn nước Mĩ 1985, trở thành hoa hậu Thiếu niên Mĩ thứ 3 trong lịch sử và là người Mỹ gốc Á đầu tiên thắng cuộc. Hu nhắc đến nhiều trong những cuộc phỏng vấn rằng mẹ cô đã nói nước Mĩ chưa sẵn sàng cho một người châu Á tham gia những cuộc thi sắc đẹp nổi bật này.
Trớ trêu thay, cô phát hiện sau khi thắng cuộc rằng mình đã bị cấm xuất hiện trong các sự kiện liên quan đến hoạt động văn hóa trong năm cô đăng quang. Luật lệ này đã sớm được thay đổi trong những năm sau đó.

## Sự nghiệp
Kelly Hu đã làm việc tại Nhật Bản và Italy, sau cô trở nên nổi tiếng là một ngôi sao cho những loạt quảng cáo của thương hiệu kem pho mát Philadelphia, cô đóng vai là 1 sinh viên đại học trẻ tuổi Nhật Bản với tên Kaori. Hu dời sang Mĩ và bắt đầu sự nghiệp diễn viên 1987 với vai trò là một khách mời sáng giá trong bộ phim "Growing Pains". Từ đó cô đã xuất hiện trên nhiều chương trình truyền hình như Night Court, Tour of Duty, 21 Jump Street, và Melrose Place, vai diễn của cô trong bộ phim đầu tiên là Thứ sáu ngày mười ba, phần 8: John Takes Manhattan với vai diễn là nạn nhân của Jason Voorhees. Hu cũng từng đoạt giải hoa hậu Hawaii của Mĩ và trở thành Hoa hậu Thiếu niên Mĩ (trước đây) đầu tiên thắng hoa hậu bang. Từ đó cô tham dự Hoa hậu nước Mĩ 1993 tổ chức tại Wichita, Kansas, lọt vào top 10 trong vị thứ 2 sau khi chiến thắng vòng phỏng vấn sơ bộ, đứng thứ 2 hoa hậu áo tắm và vị thứ 3 trang phục dạ hội, cô đã bị loại ở vị thứ 4 sau những câu hỏi của ban giám khảo, chỉ thiếu 2% số điểm từ đêm chung kết thứ 3.
Năm 1995, cô đóng vai một cảnh sát ngầm trong bộ phim No Way Back. Sau đó cô thủ vai bác sĩ Rea Chang cho bộ phim Sunset Beach suốt 6 tháng năm 1997. Sau đó cô tiếp tục vào vai diễn cảnh sát, điệp viên cho các bộ phim truyền hình Nash Bridges, Martial Law, Threat Matrix. Những bộ phim nổi tiếng của cô như Vua bò cạp (vai nữ chính: phù thủy Cassandra), Cradle 2 the Grave, Dị nhân 2 (vai Yuriko Oyama). Cô còn là diễn viên lồng tiếng cho trò chơi điện tử nổi tiếng Chiến tranh giữa các vì sao: Knights of the Old Republic II The Sith Lords vai Visas Marr
Tháng 1, 2007, Hu là vai nữ chính trong suốt loạt phim truyền hình In Case of Emergency, vai Kelly Lee, một phụ nữ Mĩ gốc Hàn vô tình gặp lại những bạn cùng lớp trung học, nhưng nhận ra không ai trong số họ đã lớn lên theo kế hoạch trung học đã mơ ước từ trước. Trong năm ấy, cô cũng hoàn thành xuất sắc 2 bộ phim Stilletto và Farmhouse.
Năm 2009, cô phát triển vai nhân vật JIA cho loạt phim Secret Identities, nữ chính trong phim The Tournament vai Lai Lai Zhen. Cô là vị khách mời đầu tiên cho 2 bộ phim truyền hình NCIS: Los Angeles và điện ảnh NCIS vai Lee Kwan Kai.
Mùa xuân 2010, Kelly thủ vai Pearl, một ma cà rồng trong Vampires Diaries, mùa thu 2010, cô định kì diễn xuất trong chương trình truyền hình Hawaii Five-0.

## Cuộc sống hiện tại

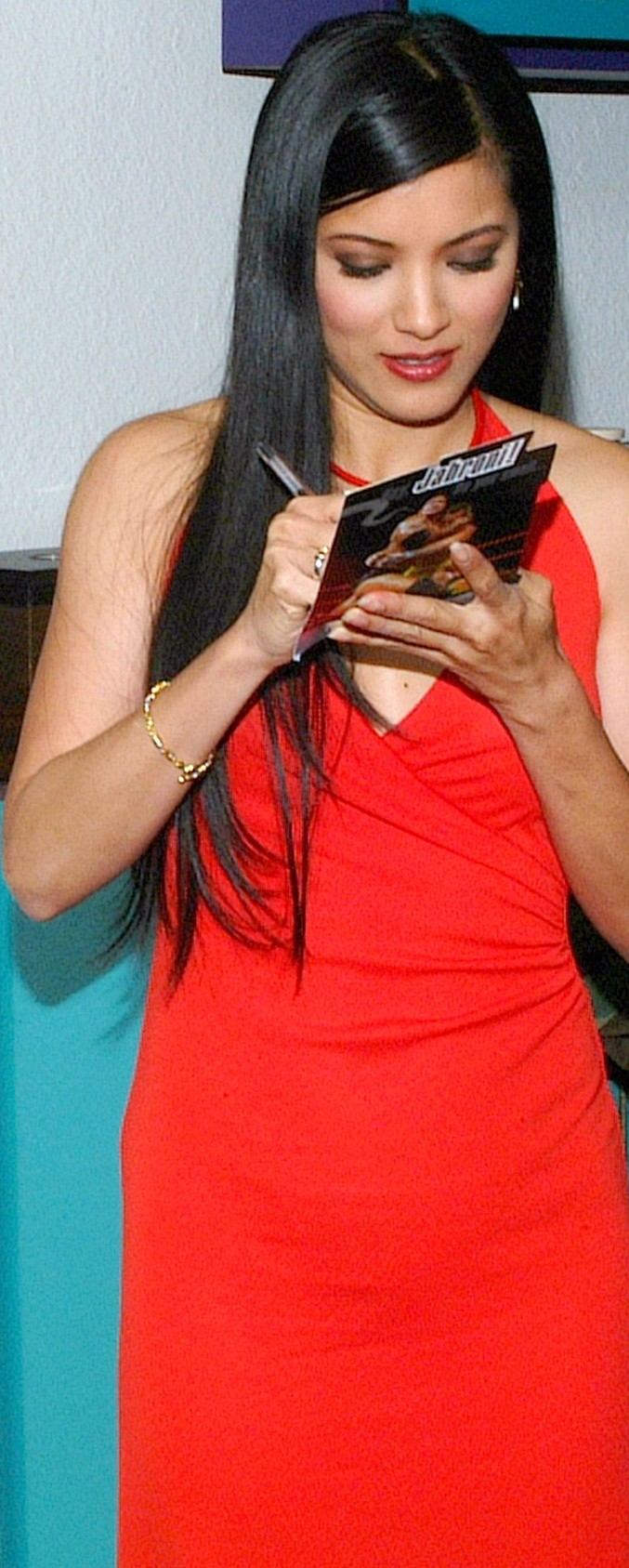
Kelly Hu tại một buổi ra mắt

Hiện nay cô sống tại Brentwood, Los Angeles, California. Còn độc thân. Cô là một fan cuồng nhiệt của bài cào và đã thường xuyên tham gia các cuộc thi như World Series of Poker và World Poker Tour. Cô là một phần của những tay cơ của Hollywood, tháng 7 năm 2006, cô đứng trong top 200 quý cô bài cào của thế giới, với gần 1000 đối thủ cạnh tranh.

### Hoạt động
Tháng 1, 2008, cô tham gia vào một đoạn phim về  tên là "Yes We Can", cô là người vận động cho Obama tại cuộc tranh cử 19 tháng 2 năm 2008, cô cũng xuất hiện trong một đoạn phim khác ủng hộ ông Obama. Cô cũng là người dẫn chương trình của buổi quyên góp hàng năm của người Quỹ hành động cộng đồng người Mỹ gốc Á vào ngày 10, tháng 6 năm 2008.

## Vai diễn

### Phim
- Friday the 13th Part VIII: Jason Takes Manhattan (1989) - Eva Watanabe
- American Eyes (1990) - Emily
- The Doors (1991) - Dorothy
- Harley Davidson and the Marlboro Man (1991) - Suzie
- Surf Ninjas (1993) - Ro-May
- No Way Back (1995) - Seiko Kobayashi
- Strange Days (1995) - Anchor Woman
- Star Command (1996) - Ens. Yukiko Fujisaki
- Fakin' da Funk (1997) - Kwee-Me
- The Scorpion King (2002) - Cassandra
- Cradle 2 the Grave (2003) - Sona
- X2 (2003) - Yuriko Oyama/Lady Deathstrike
- The Librarian: Quest for the Spear (2004) - Lana
- Underclassman (2005) - Lisa Brooks
- Americanese (2006) - Brenda Nishitani
- Undoing (2006) - Vera
- Devil's Den (2006) - Caitlin
- The Air I Breathe (2007) - Jiyoung
- Shanghai Kiss (2007) - Micki Yang
- Succubus: Hell Bent (2007) - Detective Pei
- Farmhouse (2008) - Lilith
- Stiletto (2008) - Detective Hanover
- Dead Space: Downfall (2008) - Shen (voice)
- Dim Sum Funeral (2008) - Cindy
- The Tournament (2009) - Lai Lai Zhen
- Almost Perfect (2011 film) - Vanessa ("Van")
- What Women Want (2011) - Girl in Lotto Commercial

### Truyền hình
- Martial Law (1998–2000) - Grace "Pei Pei" Chen
- The Vampire Diaries (2009) - Pearl

#### Vai thực tế
- Growing Pains (1987–1988) - Melia
- Sunset Beach (1997) - Rae Chang
- Nash Bridges (1997–1998) - Insp. Michelle Chan
- Martial Law (1998–2000) - Chen Pei Pei (Grace Chen)
- Threat Matrix (2004) - Agent Mia Chen
- Mayday (2005) - Sharon Crandall
- CSI: NY (2005–2006) - Detective Kaile Maka
- In Case of Emergency (2007) - Kelly Lee
- Law & Order: Special Victims Unit (2008) - Kelly Sun
- Army Wives (2008–2009) - Major Davis
- In Plain Sight (2009) - Ahn Li
- NCIS: Los Angeles (2009) - Lee Wuan Kai
- NCIS (2009) - Lee Wuan Kai
- Dark Shadows - Dr. Julia Hoffman (Unaired)
- The Vampire Diaries - Pearl
- In Case of Emergency - Kelly Lee
- Hawaii Five-0 - Laura Hills

#### Lồng tiếng
- Robot Chicken (2005–2007) - Additional Voices
- Afro Samurai (2007) - Okiku
- Phineas and Ferb (2007—) - Stacy Hirano
- The Spectacular Spider-Man (2009) - Sha Shan Nguyen
- Scooby-Doo and the Samurai Sword (2009) - Miyumi/Miss Mirimoto
- Batman: Under the Red Hood (2010) - Ms. Li
- Young Justice (TV series) (2010—) - Cheshire, Paula Crock
- Green Lantern: Emerald Knights (2011) - Laira

### Trò chơi điện tử
- Star Wars: Knights of the Old Republic II The Sith Lords (2004) - Visas Marr
- Command & Conquer: Red Alert 3 (2008) - Suki Toyama[13][14]
- Command & Conquer: Red Alert 3: Uprising (2009) - Suki Toyama AI
- Ninja Blade (2009) - Ryoko Kurokawa
- Terminator Salvation (2009) - Wells
- Afro Samurai (2009) - Okiku, Osachi
- Batman: Arkham Origins (2013) - Shiva
- Mortal Kombat X (2015) - D'Vorah, Sindel, Frost
- Mortal Kombat 11 (2019) - D'Vorah
- Mortal Kombat 1 (2023) - Li Mei, Madam Bo

### Khác
- The Least Likely PSA (2004)